# Giulio Gaudini
Giulio Gaudini (* 28. September 1904 in Rom; † 6. Januar 1948 ebenda) war ein italienischer Florett- und Degenfechter.
Gaudini nahm erstmals im Florett 1924 an Olympischen Spielen teil. Während der Finalkämpfe zog sich die italienische Mannschaft aus Protest auf eine Schiedsrichterentscheidung zurück, so dass er die Spiele ohne Medaille verließ. Bei den Spielen vier Jahre später in Amsterdam gewann er schließlich mit der Florettmannschaft die Goldmedaille und wenige Tage später im Einzel die Bronzemedaille.
1928 bei den Olympischen Spielen in Amsterdam holte Gaudini Gold mit der Florett-Mannschaft und Bronze im Florett-Einzel.
Bei den Olympischen Spielen 1932 in Los Angeles nahm er erstmals zusätzlich noch an Säbelwettkämpfen teil und konnte auch dort Erfolge verbuchen. So gewann er sowohl mit der Säbel- als auch mit der Florettmannschaft die Silbermedaille und im Säbel-Einzel die Silber- und im Florett-Einzel die Bronzemedaille. 
Bei den Olympischen Spielen 1936 in Berlin nahm er erneut in beiden Disziplinen teil. Mit der Florettmannschaft stellte er mit 104 Siegen zu 19 Niederlagen einen neuen Rekord auf und holte gegen das französische Team die Goldmedaille. Zwei Tage später holte er im Einzel-Florett seine einzige Goldmedaille in einem Einzelwettbewerb. Wenige Tage später verlor er mit der Säbelmannschaft gegen die Mannschaft aus Ungarn und holte lediglich Silber. Seine olympische Karriere beendete er darauf mit einem sechsten Platz im Säbel-Einzelwettbewerb.
Mit der Florettmannschaft gewann er die Internationalen Fechtmeisterschaften 1929, 1930, 1931, 1934 und 1935, 1930 und 1934 gewann er auch im Florett-Einzel. 1938 gewann er dann noch einmal mit der Säbel-Mannschaft.